# Модибо Кејта
Модибо Кејта (Modibo Keïta; 4. јун 1915 — 16. мај 1977) био је први председник државе Мали.

## Биографија
Рођен је у предграђу града Бамако, у муслиманској породици. Активан већ као омладинац, брзо се повезао са разним комунистичким и другим организацијама. Године 1943, основао је часопис који је жестоко нападао колонијалну власт. Због тога је 1946. три недеље био у затвору.
Након великих напора на постизању независности, 1960. године постао је председник Малија. У исто је време, од 1960. до 1965. године, био и премијер државе. Прихватио је политичку идеологију названу афрички социјализам. Прво је био близак с Леополдом Седаром Сенгором, а касније су му блиски постали Кваме Нкрума и Секу Туре. Кејта је такође учествовао у изради нацрта повеље која ће да доведе до оснивања Организације афричког јединства.
Срушен је у војном удару којег је предводио генерал Муса Траоре 1968, те био смештен у затвор, где је и умро у 62. години, 1977. године.
Рехабилитован је доласком вишестраначја, а споменик му је подигнут 6. јуна 1999. године.